# Петропавлівка (Каховський район)
Петропа́влівка — село в Україні, у Зеленопідській селищній громаді Каховського району Херсонської області. Населення становить 516 осіб.

## Історія
12 червня 2020 року, відповідно до Розпорядження Кабінету Міністрів України № 726-р «Про визначення адміністративних центрів та затвердження територій територіальних громад Херсонської області», увійшло до складу Зеленопідської сільської громади.
17 липня 2020 року, в результаті адміністративно-територіальної реформи увійшло до складу новоутвореного Каховського району.
У лютому 2022 року село тимчасово окуповане російськими військами під час російсько-української війни.

## Населення

### Мова
Розподіл населення за рідною мовою за даними перепису 2001 року:
| Мова            | Кількість | Відсоток |
| --------------- | --------- | -------- |
| українська      | 458       | 88.76%   |
| російська       | 44        | 8.53%    |
| білоруська      | 5         | 0.97%    |
| румунська       | 3         | 0.58%    |
| інші/не вказали | 6         | 1.16%    |
| Усього          | 516       | 100%     |